# Melipona beecheii
Melipona beecheii (Yucateeks Maya: xunan kab, vorstelijke damesbij) is een vliesvleugelig insect uit de familie van de bijen en hommels (Apidae). De wetenschappelijke naam is gepubliceerd in 1831 door Bennett.
Melipona beecheii is een bijensoort zonder angel. Deze soort heeft een belangrijke rol in de Mayamythologie en werd voor de apicultuur in Yucatán tijdens de precolumbiaanse periode gebruikt. Tegenwoordig worden ze nog steeds in Zuid-Amerika gehouden voor hun honing.